# Le Ri Ra
"Le Ri Ra" é um single da cantora pop romena Andreea Banica, presente em seu EP Love in Brazil, sendo o segundo single oficial do EP. Lançada oficialmente em 15 de março de 2009, a canção alcançou o décimo primeiro lugar na Romanian Top 100.

## Composição e Desenvolvimento
Composta por Andreea Banica em parceria com Taraful din Clejani, importante compositor, músico e cantor romeno, responsável por diversas canções de sucesso, em sua carreira e como compositor à artistas, a canção explora o tema da desilusão amorosa, onde a personagem central conta como é perder os sonhos e transformar os sentimentos em cinzas, dizendo ainda que perdoaria o companheiro em questão, porém ele não se sente arrependido. A canção é o único single cantado em romeno do EP.

## Lançamento e Desempenho
Lançada oficialmente na Roménia em 30 de novembro de 2007, a canção foi o segundo single retirado do EP Love in Brazil, sendo o single mais bem sucedido do álbum, alcançando a terceira posição no Romanian Top 100, a quarta no Romanian Top 40 e a quinquagésima primeira no Romanian Dance Club. O single ainda foi lançado em 1 de abril de 2009 na Bulgária e na Hungria, onde alcançou a décima primeira posição e ainda em 30 de maio de 2009 em parte da Europa, alcançando a posição trinta e dois na República Tcheca, quarenta e três na Letônia e vinte e sete na Eslovênia.

## Videoclipe
O videoclipe do single foi filmado na cidade de Bucareste, capital da Roménia, sendo dirigido por Iulian Moga, um dos maiores diretores de filmes e videoclipes do país, responsável por dirigir cantoras como Nicoleta Alexandru em seus principais trabalhos, sendo que o vídeo é dividido em quatro partes. Em seu primeiro cenário, Andreea Banica aparece em um quarto feito com folhas secas em meio a uma folhoresta outonal, rodeada apenas por uma cama, um espelho e uma porta, onde Andreea atravessa para sair em um segundo cenário. A segunda parte do clipe se passa em um estúdio branco, onde uma banda toca enquanto Andreea Banica canta com o cabelo preso pela metade e roupas que fazem menssões à cantora Madonna em seu clipe Frozen. Atravessando uma porta novamente, a cantora depara-se em um bar mexicano, onde está vestida tipicamente com roupas do México, passando rapidamente pela terceira. No quarto cenário Andreea Banica encontra-se em uma festa, com o rosto coberto parcialmente por pedras preciosas, onde dança com amigos, até atravessar uma quarta porta, onde retorna para o primeiro quarto de onde saiu. O videoclipe do single é lançado em 6 de abril de 2009, novamente pela MTV.

## Posições
| Paradas (2009)                              | Posições |
| ------------------------------------------- | -------- |
| Eslovênia (Eslovenia Top 100)               | 3        |
| Hungria (Magyar Hanglemezkiadók Szövetsége) | 11       |
| Letônia (Latvian Top 100)                   | 3        |
| Chéquia (IFPI Česká Republika)              | 3        |
| Roménia (Romanian Top 100)                  | 3        |
| Roménia (Top 40)                            | 4        |
| Roménia (Dance Club)                        | 51       |

## Histórico de lançamento
| País     | Data                | Formato                     | Gravadora |
| -------- | ------------------- | --------------------------- | --------- |
| Roménia  | 15 de março de 2009 | CD single, download digital | Cat Music |
| Bulgária | 1 de abril de 2009  | CD single, download digital | Cat Music |
| Hungria  | 1 de abril de 2009  | CD single, download digital | Cat Music |
| Europa   | 30 de maio de 2009  | digital download            | Cat Music |